# Хортачко клане
Хортачкото клане (на гръцки: Σφαγή του Χορτιάτη) е убийството на 146 жители на солунското село Хортач (Хортиатис) от части на Вермахта и гръцки колаборационисти на 2 септември 1944 година, по време на окупацията на Гърция от части на Оста през Втората световна война.

## Предистория
В събота сутринта на 2 септември 1944 година взвод на комунистическата съпротива ЕЛАС, воден от Вайос Рикудис, част от ротата на Андонис Казакос (капитан Флориас), слиза от планината Хортач и извън селото прави засада на кола на организацията Солунско водоснабдяване, отишла до византийския акведукт за дезинфекция на резервоар, от който се снабдява Солун. Когато колата се приближава в местността Камара, партизаните откриват огън и раняват шофьора и пътника – и двамата гърци, като вторият умира, след като е преместен в селото от партизаните.
След около половин час втори автомобил с трима германци и двама гърци от Водната агенция в Солун е нападнат от партизаните в същата местност и двама от германците са ранени. Двама гърци и един от ранените германци са заловени от бунтовниците, докато другите двама германци успяват да избягат и да се върнат в Пейзаново (Асвестохори).
След тези две партизански нападения жителите на Хортач питат за съвет Казакос дали да напуснат селото поради страх от отмъщение от страна на германците, но той ги уверява, че няма от какво да се страхуват. Така че по-голямата част от жителите – най-вече жени, остава в домовете си. Партизаните се оттеглят през Ливади и Петрокераса (Равна), взимайки със себе си пленниците си.

## Клането
Малко по-късно в Хортач пристигат около двадесет камиона с германски войници и бойци от ловната рота на Фриц Шуберт и обграждат селото. Събират жителите на централния площад в селото и в селското кафене, започват да плячкосват и да подпалват домовете им. След това завеждат събраните на площада жители в дома на Евангелос Дамбудис и ги изгарят живи. Събраните в кафенето са поведени под звуците на цигулка от един човек на Шуберт и са затворени във фурната на Стефанос Гураманис. Там са разстреляни с картечница през прозореца, а после къщата е запалена, за да може да изгорят тези, които не са убити с картечницата. Тези, които се опитват да избягат, са намушквани от войниците отвън. От фурната успяват да избягат само двама души. Отделно други жители в селото са избити край къщите си, а 11 са преследвани и екзекутирани извън селото, докато се опитват да избягат. Жените, преди да бъдат убити, са изнасилвани. Жертвите са 146 души убити, сред които 109 жени и момичета. Изгорени са около 300 жилища.
Труповете са оставени непогребани няколко дни. На 4 септември хората на Шуберт се връщат, за да довършат разграбването на селото.
Представители на Червения кръст научават за клането на 5 септември и успяват да получат разрешение да влязат в селото на 7 септември.
Фриц Шуберт след войната е съден и екзекутиран в Солун. През 1960 година в Хортач е издигнат паметник на жертвите, които в 1998 година са обявени за „мъченици“ с Президентски указ № 399. Бойците на ЕЛАС Рикудис и Казакос се опитват да свалят вината от себе си.